# Ce soir
Ce soir is een lied van de Nederlandse rapper Sjaak. Het werd in 2022 als single uitgebracht en stond in hetzelfde jaar als dertiende track op het album Sjaak in the house.

## Achtergrond
Ce soir is geschreven door Mehdi Chafi, Toby van Veldhuizen en Dustin Lenji en geproduceerd door Lenji, Sjaak en Toby van Veldhuizen. Het is een nummer uit het genre nederhop. Het lied is de opvolger van de grote hit Trompetisto van Sjaak en de eerste solo-single van de rapper van 2022. In het lied combineert de artiest Nederlandse rap met vele Franstalige termen.

## Hitnoteringen
Het lied had weinig succes. Er was geen notering in de Single Top 100 en het kwam ook niet in de Top 40 terecht, maar het kwam daar wel tot de 24e plaats van de Tipparade.